# Улица Инчукална
Улица И́нчукална (латыш. Inčukalna iela) — улица в Северном районе Риги, в историческом районе Межапаркс. Пролегает от проспекта Межа в южном и юго-восточном направлении, проходит под путепроводом Густава Земгала гатве и заканчивается тупиком у Лесного кладбища. Общая длина улицы — 673 метра.
Фактически состоит из двух обособленных участков, разделённых путепроводом. Северный участок имеет асфальтовое покрытие, южный — гравийное. Движение по улице двустороннее. Общественный транспорт по улице не курсирует, но на проспекте Межа есть остановка «Inčukalna iela».

## История
Северная часть улицы показана уже на карте 1925 года, однако её название — в честь латвийского села Инчукалнс, центра Инчукалнского края — впервые упоминается лишь в 1934 году. Переименований улицы не было.
В межвоенный период улица Инчукална продолжалась прямолинейно в южном направлении по территории Лесного кладбища, переходя в улицу Айзсаулес. После Второй мировой войны при расширении кладбища улица Инчукална оказалась разделена на два участка, один из которых в 1960 году был отнесён к улице Вароню. В конце XX века как новое продолжение улицы Инчукална возник её нынешний южный участок, прилегающий к кладбищу.

## Застройка
Нечётная сторона улицы застроена частными жилыми домами. Наибольший интерес представляет застройка начального отрезка улицы (до проспекта Висбияс), сформированная в начале 1930-х годов. Этот участок улицы является частью границы охранной зоны исторического района Межапаркс: нечётная (восточная) сторона улицы входит в охранную зону, а чётная — нет. Архитектором дома № 1 (1930 г.) является Освальдс Тилманис, дома № 5 (1931 г.) — Петерис Берзкалнс. 
Единственным зданием по чётной стороне является бывшая средняя школа № 42, ныне Институт инновационных биомедицинских технологий.

## Прилегающие улицы
Улица Инчукална пересекается со следующими улицами:
- проспект Межа
- проспект Сигулдас
- проспект Висбияс
- Густава Земгала гатве